# 0985
0985 è il prefisso telefonico del distretto di Scalea, appartenente al compartimento di Catanzaro.
Il distretto comprende la parte nord-occidentale della provincia di Cosenza. Confina con i distretti di Lagonegro (0973) a nord, di Castrovillari (0981) a est e di Paola (0982) a sud.

## Aree locali e comuni
Il distretto di Scalea comprende 14 comuni inclusi nell'unica area locale di Scalea (ex settori di Diamante, Praia a Mare e Scalea). I comuni compresi nel distretto sono: Aieta, Belvedere Marittimo, Buonvicino, Diamante, Grisolia, Maierà, Orsomarso, Praia a Mare, San Nicola Arcella, Santa Domenica Talao, Santa Maria del Cedro, Scalea, Tortora e Verbicaro .